# Крикетер плац у Бечу
Крикетер плац у Бечу је традиционални дом бечког крикет и фудбалског клуба. Првобитно знан као је Крикетер-Плац на Форгартенштрасе (Cricketer-Platz an der Vorgartenstraße), који је саграђен 1904. године на данашњој Мајерајштрасе између Главне авеније и Форгартенштрасеа, директно насупрот стадиона Ернст Хапел некадашњег Пратера. Ту је 1908. одржана прва међународна фудбалска утакмица између Аустрије и Немачке.

## Утакмице
На овом игралишту су одигране укупно четири међунардодне утакмице. Аустрија је одиграла две уталмице против Мађарскеи по једну против Енглеске и Немачке. Утакмица против Немачке је уједно била и прва утакмица између репрезентавија те две државе. 
Прва међународна утакмица репрезентације Аустрије (Беч) на овом терену је одиграна 1904. године и то против репрезентације Мађарске (Будимпеште). Према извештајима селекцију мађарске репрезентације је направио Управни одбор МЛС а утакмица одиграна у немогућим околностима након лоших предзнака.
Савезни капитен репрезентације није могао да путује са екипом. НПриликом окупљања пред пут на железничкој станици се, међутим, испоставило да су „заостали“ не само капетан, већ и путни трошкови и опрема. Званичници МЛС-а који су пратили екипу до железничке станице некако су сакупили новац за путне трошкове, а опрему је позајмио Крикетер из Беча. (Тако да је мађарски тим играо у црно-белим пругастим дресовима!) 
Два тима су се међусобно борила по јакој киши и и што се каже блату до колена. После тога било би тешко реално оценити меч. Али бар током 90 минута није била само киша, голови су такође лепо падали.

### Утакмице репрезентације Аустрије
| Међународне утакмице | Међународне утакмице | Међународне утакмице | Међународне утакмице | Међународне утакмице | Међународне утакмице |
| Датум                | Такмичење            | Домаћин              | Гост                 | Резултат             | Посета               |
| -------------------- | -------------------- | -------------------- | -------------------- | -------------------- | -------------------- |
| 9. октобар 1904.     | Пријатељска утакмица | Аустрија             | Мађарска             | 5 : 4                | 2.000                |
| 6. јун 1908.         | Пријатељска утакмица | Аустрија             | Енглеска             | 1 : 6                | 3.500                |
| 7. јун 1908.         | Пријатељска утакмица | Аустрија             | Немачка              | 3: 2                 | 5.000                |
| 2. мај 1909.         | Пријатељска утакмица | Аустрија             | Мађарска             | 3 : 4                | 1.400                |